# Symplectoscyphus ralphae
Symplectoscyphus ralphae is een hydroïdpoliep uit de familie Sertulariidae. De poliep komt uit het geslacht Symplectoscyphus. Symplectoscyphus ralphae werd in 1993 voor het eerst wetenschappelijk beschreven door Vervoort. 